# Philonotis strictiuscula
Philonotis strictiuscula är en bladmossart som beskrevs av Jean Édouard Gabriel Narcisse Paris 1900. Philonotis strictiuscula ingår i släktet källmossor, och familjen Bartramiaceae. Inga underarter finns listade i Catalogue of Life.